# Choerodon japonicus
Choerodon japonicus là một loài cá biển thuộc chi Choerodon trong họ Cá bàng chài. Loài này được mô tả lần đầu tiên vào năm 1958.

## Từ nguyên
Từ định danh của loài được đặt theo tên gọi của quốc gia mà mẫu định danh được thu thập, Nhật Bản (cụ thể là vùng biển ngoài khơi tỉnh Kōchi).

## Phân loại học
Ban đầu, Choerodonoides japonicus chỉ được xem là một danh pháp đồng nghĩa của Choerodon gymnogenys. Gomon (2017) sau đó đã công nhận C. japonicus là một loài hợp lệ và chuyển vào chi Choerodon, nhưng tên này lại đồng âm với Labrus japonicus Valenciennes và Labrus japonicus Houttuyn nên Gomon đã lập ra một tên thay thế cho C. japonicus là Choerodon albofasciatus.
Tuy vậy, Parenti và Randall (2018) cho rằng, L. japonicus Valenciennes là một danh pháp không được thừa nhận và đã được thay thế bởi Choerodon azurio, còn L. japonicus Houttuyn đã được thay thế bởi Pseudolabrus japonicus, vì vậy C. albofasciatus là tên thay thế không cần thiết cho C. japonicus.

## Phạm vi phân bố và môi trường sống
C. japonicus được ghi nhận tại bờ đông nam của đảo Honshu và Okinawa (Nhật Bản), đảo Đài Loan, đảo Lombok (Indonesia) và vịnh Shark (Tây Úc).

## Mô tả
Chiều dài lớn nhất được ghi nhận ở C. japonicus là 15,2 cm. Cá cái có màu đỏ da cam (trắng hơn ở thân dưới) với một dải trắng dọc theo đường bên, từ mõm kéo dài đến vây đuôi. Cá đực trưởng thành sẫm màu xanh lục ở thân trên. Có một cặp sọc xanh lam từ mắt kéo dài ra sau vây đuôi.
Số gai ở vây lưng: 12; Số tia vây ở vây lưng: 8–9; Số gai ở vây hậu môn: 3; Số tia vây ở vây hậu môn: 10; Số tia vây ở vây ngực: 14–15; Số gai ở vây bụng: 1; Số tia vây ở vây bụng: 5.

### Trích dẫn
- Gomon, Martin F. (2017). "A review of the tuskfishes, genus Choerodon (Labridae, Perciformes), with descriptions of three new species" (PDF). Memoirs of Museum Victoria. Quyển 76. tr. 1–111. doi:10.24199/j.mmv.2017.76.01.